# BMW 321
La 321 è un'autovettura di fascia alta prodotta dal 1938 al 1941 dalla Casa automobilistica tedesca BMW.

## Storia e profilo

### Caratteristiche
La 321 può essere considerata come la naturale evoluzione della BMW 320. Introdotta nel dicembre 1938 per sostituire proprio quest'ultima, la 321 se ne differenzia esternamente per pochissimi dettagli, tra cui il paraurti anteriore più avvolgente e la coda leggermente modificata e riprendeva alcune caratteristiche dell'ammiraglia dell'epoca, la BMW 335.
Anche sottopelle le modifiche meccaniche si limitavano alle sospensioni, riprese da quelle della più grande 326 e opportunamente adattate al telaio leggermente più ridotto di dimensioni. Pertanto il precedente avantreno a ruote indipendenti lasciò il posto a un assale oscillante in cui i bracci trasversali vennero spostati al di sopra del telaio, mentre la balestra trasversale migrò al di sotto di esso. Per quanto riguardava il motore, ritroviamo il 6 cilindri da 1971 cm³ con distribuzione a valvole in testa comandate da aste e bilancieri, alimentato da due carburatori Solex e in grado di sviluppare una potenza massima di 45 CV a 3750 giri/min. Identica anche la trasmissione, che comprendeva una frizione monodisco a secco e un cambio a 4 marce. Analoghe erano quindi anche le prestazioni, con 110 km/h di velocità massima.

### Carriera commerciale

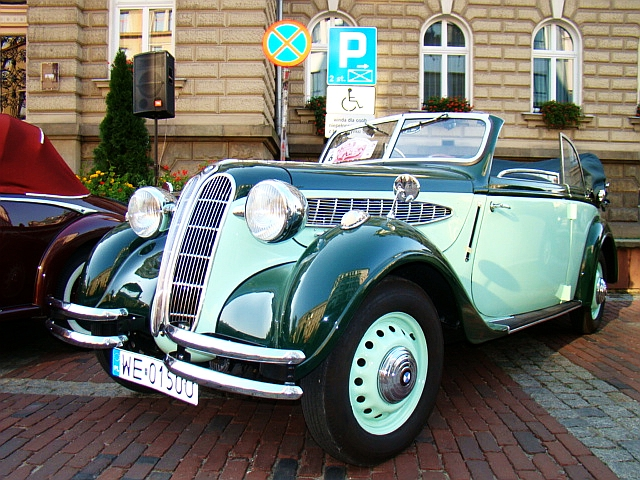
La versione cabriolet

Le prime consegne della 321 si ebbero nel gennaio del 1939, per questo alcune fonti riportano il 1939 come anno di debutto di questo modello. In ogni caso, per la gamma della 321 identiche al modello precedente furono le varianti di carrozzeria, ossia la berlina a due porte e la cabriolet. Quest'ultima era realizzata da carrozzieri esterni (Baur, Autenrieth, Reutter, ecc), ma figura in ogni caso anche nella gamma dichiarata dal costruttore tedesco. Mentre la scocca della berlina era realizzata in lamiere di acciaio, la cabriolet aveva una scocca in misto legno e acciaio. Era in ogni caso possibile ordinare il telaio nudo da far carrozzare presso un altro carrozziere.
Il successo ottenuto dalla 321 fu abbastanza buono, con oltre 3.814 esemplari prodotti in 3 anni, ma niente più. Il suo successo fu infatti penalizzato dall'avvento della Seconda guerra mondiale, a partire dalla quale, le vendite crollarono per ovvi motivi.

### Fine produzione... anzi, no!

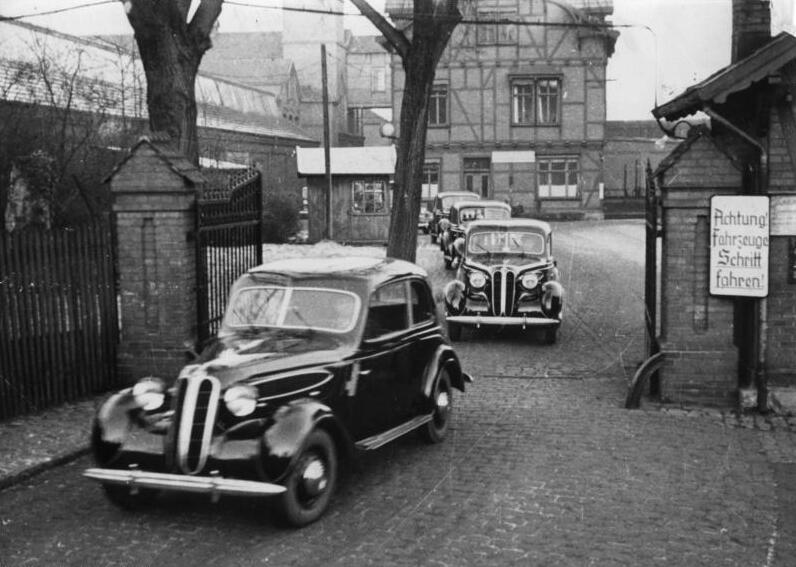
Delle BMW 321 post-belliche

La 321 fu tolta ufficialmente di produzione nel 1941, quasi in contemporanea con la 326.

In realtà, nell'immediato dopoguerra la situazione per la BMW si rovesciò completamente: lo stabilimento di Eisenach assieme all'intera zona della Turingia vennero presidiati dalla forze militari sovietiche, le quali presero a servirsi dei progetti e del materiale relativo ad alcune vetture ivi prodotte dalla BMW, tra cui la 321, per produrre vetture BMW per il mercato tedesco orientale a discapito della BMW stessa. Tra il 1945 e il 1950 furono prodotti 8.996 esemplari di BMW 321.

Ma già dal 1948, per i Paesi del blocco sovietico e in particolare proprio per la Germania Orientale, era stata lanciata la EMW 340, ossia l'auto che avrebbe sostituito sia la 326 che la stessa 321. Per i mercati dell'Europa occidentale, invece, la BMW immise nel 1952 sul mercato la BMW 501.